# Italo Calvino
Italo Calvino (Santiago de Las Vegas, Provincia de La Habana, 15 de octubre de 1923 - Siena, 19 de septiembre de 1985) fue un periodista y escritor italiano, principalmente de cuentos y novelas. Entre sus obras más conocidas se incluyen la trilogía Nuestros antepasados (1952–1959), la colección de cuentos de Las cosmicómicas (1965) y las novelas Ciudades invisibles (1972) y Si una noche de invierno un viajero (1979).
Admirado en Gran Bretaña, Australia y los Estados Unidos, fue el escritor italiano contemporáneo más traducido en el momento de su muerte.

## Biografía

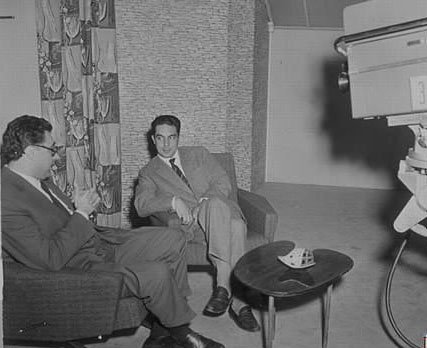
Italo Calvino siendo entrevistado en 1958.

### Orígenes
«Datos biográficos: Sigo siendo de los que creen que sólo cuentan las obras de un autor. (Cuando cuentan, claro.) Por eso no doy ningún dato biográfico, o lo doy falso, o en todo caso siempre intento cambiarlo a cada vez. Pregúnteme lo que quieras saber y se lo diré. Pero nunca le diré la verdad, de eso puede estar seguro.»
(Original: «Dati biografici: io sono ancora di quelli che credono che di un autore contano solo le opere. (Quando contano, naturalmente.) Perciò dati biografici non ne do, o li do falsi, o comunque cerco sempre di cambiarli da una volta all'altra. Mi chieda pure quello che vuol sapere e Glielo dirò. Ma non Le dirò mai la verità, di questo può star sicura.»)

Italo Calvino nació en Santiago de las Vegas, un suburbio de La Habana, Cuba, en 1923. Su padre, Mario, era un ingeniero agrónomo y botánico tropical que también enseñaba agricultura y floricultura. Nacido 47 años antes en San Remo, Italia, Mario Calvino había emigrado a México en 1909, donde ocupó un cargo importante en el Ministerio de Agricultura. En un ensayo autobiográfico, Italo Calvino explicó que su padre "había sido en su juventud un anarquista, un seguidor de Kropotkin y luego un reformista socialista". En 1917, Mario se fue a Cuba para realizar experimentos científicos, después de vivir la Revolución Mexicana.
La madre de Calvino, Giuliana Luigia Evelina "Eva" Mameli, era botánica y profesora universitaria. Originaria de Sácer en Cerdeña y 11 años más joven que su esposo, se casó cuando aún era profesora en la Universidad de Pavía. Nacida en una familia secular, Eva era una pacifista educada en la "religión del deber cívico y la ciencia". Eva le dio a Calvino su primer nombre inusual para recordarle su herencia italiana, aunque después de todo terminó creciendo en Italia, Calvino pensó que su nombre sonaba "beligerantemente nacionalista". Calvino describió a sus padres como "muy diferentes en personalidad unos de otros", sugiriendo tensiones quizás más profundas detrás de una educación cómoda, aunque estricta, de clase media desprovista de conflictos. Cuando era adolescente, le resultaba difícil relacionarse con la pobreza y la clase trabajadora, y estaba "incómodo" con la apertura de sus padres a los trabajadores que ingresaron al estudio de su padre los sábados para recibir su cheque de pago semanal.

### Primeros años y educación
Durante su infancia, recibió una educación laica y antifascista, de acuerdo con la actitud de sus padres, que se proclamaban librepensadores. Fue a la escuela infantil St. George College. Después, durante la elemental, a la Scuole Valdesi, e hizo la secundaria en el regio Ginnasio-Liceo G.D. Cassini. En 1941, se matriculó en la facultad de agronomía de la Universidad de Turín, donde su padre enseñaba agricultura tropical.

### Segunda Guerra Mundial
Al poco tiempo estalla la Segunda Guerra Mundial e interrumpe sus estudios. En 1943, fue llamado al servicio militar por la República Social Italiana. Desertó y se unió a las Brigadas Partisanas Garibaldi junto con su hermano, mientras sus padres fueron retenidos como rehenes por los alemanes.
Una vez acabada la guerra, se mudó a Turín, donde colaboró en unos cuantos periódicos, se matriculó en Letras (se graduaría con una tesis sobre Joseph Conrad) y se afilió al Partido Comunista Italiano (PCI). Fue durante este período de su vida que entró en contacto con Cesare Pavese, quien hizo que fuese contratado por la editorial Einaudi, donde ya trabajaba Elio Vittorini.
El ambiente de la editorial fue fundamental en la formación cultural de Calvino. Ya en 1947 publicó su primera novela: Il sentiero dei nidi di ragno, basada en sus experiencias como partisano. Y en 1949, un volumen de cuentos: Último viene il corvo. Las dos obras fueron escritas dentro de la estética del neorrealismo italiano, a pesar de que, la primera, tiene un tono de fábula. De esta época, y también de temática neorrealista y obrera, con influencias visibles de Pavese, es una novela inconclusa que se tendría que haber titulado I giovani del Po. Calvino buscaba entonces una escritura objetiva e intentaba definir la condición del hombre de nuestra época.
En 1952, siguiendo el consejo de Vittorini, abandonó la literatura realístico-social y picaresca para dedicarse a una especie de narración fantástica pero que podía ser leída en diferentes niveles interpretativos. Se trata de la trilogía llamada I nostri antenati (Nuestros antepasados), una representación alegórica del hombre contemporáneo. Forman parte de ella tres novelas: El vizconde demediado, El barón rampante y El caballero inexistente. La segunda, la más famosa, es fruto de la decepción ideológica del autor que, tras la Invasión de Hungría por la URSS (1956), había abandonado el PCI y apartado el compromiso político.
Aparte de esto, durante los primeros años sesenta, Calvino publicó dos artículos (Il mare dell'oggetività y La sfida al labirinto) en los que enunciaba una poética ético-cognoscitiva que intentaba definir la situación del hombre contemporáneo dentro de un mundo cada vez más complejo y difícil de descifrar. Entraba así en contacto con una corriente naciente de neo-vanguardia, en cuya poética Calvino veía una profundización en las razones de la tecnología y la industria.
En 1963 publicó La giornata d'uno scrutatore, un libro que, de alguna manera, apareció fuera de lugar y a destiempo. Mientras el llamado Gruppo 63 proponía textos rupturistas, Calvino publicó un texto que era todo lo contrario a los ideales neo-vanguardistas del citado grupo: una novela sociológica, psicológica e ideológica.
Aquel año publicó Marcovaldo, ovvero le stagioni in città una recopilación de fábulas modernas en las cuales se evidencia el contraste entre naturaleza y progreso. 
En 1964 hizo un viaje a Cuba que le permitió visitar la casa donde había vivido con sus padres y realizar diversos encuentros, uno de los cuales fue con Ernesto Che Guevara. El 19 de febrero, en La Habana, se casaba con la argentina Esther Judit Singer, Chichita. Juntos se fueron a vivir a Roma, donde un año después nacerá su hija Giovanna. La atmósfera cultural italiana había cambiado mucho. La neo-vanguardia había consolidado sus posiciones de prestigio y el estructuralismo y la semiología se habían convertido en las ciencias sociales a las que todos se referían. De estos años son Le Cosmicomiche (1965), una recopilación de cuentos de aparente ciencia ficción que en realidad se basan en una corriente fantástica y surreal. Y Ti con zero (Tiempo cero) de 1967 que comparte muchas de esas características.
En 1967 se trasladó a París, incrementó su interés por las ciencias naturales y la sociología y entró en contacto con el grupo Oulipo. Il castello dei destini incrociati (1969), La taverna dei destini incrociati (1973), Le città invisibili (1972) y Se una notte d'inverno un viaggiatore (1979), las obras que pertenecen a su llamada época combinatoria, son una muestra de como influyeron en Italo Calvino estos contactos. El método de construcción de estas obras se basa en la utilización de las diferentes combinaciones de un cierto número de elementos (como las figuras del tarot en Il castello...), que dan origen potencial a innumerables acontecimientos. 
En 1980 volvió a Roma junto con su familia. En 1983 publicó Palomar, en el cual la anécdota se reduce al máximo, en favor de las reflexiones metafísicas y las descripciones.
Calvino padeció un ataque de ictus cerebral el 6 de septiembre de 1985, en Roccamare de Castiglione della Pescaia donde pasaba las vacaciones. Estaba trabajando en una serie de conferencias que tenía que impartir en la Universidad de Harvard (y que serían publicadas con el título de Lezioni americane, o en español Seis propuestas para el próximo milenio). Fue llevado al hospital de Santa Maria della Scala, donde falleció dos semanas más tarde, la noche del 18 al 19 de septiembre.

## La poética

### La experiencia del neorrealismo
El neorrealismo más que una escuela fue una manera de sentir común a los jóvenes escritores que después de la Segunda Guerra Mundial se sentían depositarios de una realidad social nueva. Fue en este clima intelectual que Italo Calvino concibió una breve novela Il sentiero dei nidi di ragno y un cierto número de cuentos que aparecerían agrupados bajo el título de Último viene il corvo. Los dos libros revelan un escritor con una singular capacidad para representar la realidad, conjugando el compromiso político y la literatura de una manera espontánea y ligera. Según contaba el propio escritor, después de la guerra había intentado contar su experiencia partisana en primera persona, pero sin obtener resultados satisfactorios. Cuando, en cambio, empezó a escribir las historias que no le afectaban personalmente y adoptó un punto de vista objetivo consiguió un trabajo a la altura de sus propósitos. Sus recuerdos de adolescente y las luchas partisanas se convirtieron en oportunidades para el conocimiento del mundo: cada gesto intenta desvelar su significado. 
En Il sentiero dei nidi di ragno, la adopción del punto de vista de Pin —el adolescente protagonista de la narración— hace posible el carácter fabuloso y fantástico del libro. Mediante esta técnica el escritor puede describir la realidad como si se tratase de un sueño pero sin hacerle perder consistencia. Le permite, además, escribir una novela sobre la resistencia sin caer en una retórica excesiva.
Con este libro, Calvino inicia un modo de trabajar que se convertirá en una de sus características intrínsecas: la simplificación de la forma narrativa de manera que toda la obra se convierte en algo legible por diferentes tipos de lector, incluso por lectores no demasiado atentos.[cita requerida]

### El periodo fantástico
Calvino siempre se había sentido atraído por la literatura popular, especialmente por el mundo de las fábulas.[cita requerida]
I nostri antenati: Con Il visconte dimezzato va un poco más allá en su camino de la invención fantástica. Ahora se instala completamente dentro del campo de la fábula y de la fabulación. Si eso permite una primera lectura en cierta manera superficial, pero agradable, la novela tiene, además, otra lectura más alegórica y simbólica, ésta, cargada de significados históricos y políticos, públicos y privados (demediamiento como división entre ética e ideología, entre bloques políticos y como división entre ilusión y realidad). La conclusión de la novela sería, pues, una invitación a la moderación y al equilibrio, ya que nadie es depositario de la verdad absoluta.
Muchas de estas características se encuentran también en las otras dos novelas que completan la trilogía. El protagonista de Il barone rampante (El barón rampante) es el alter ego del autor que acaba de abandonar el Partido Comunista y la idea de la literatura como mensaje político. El hombre, a su entender, se ha de desvincular de los condicionamientos ideológicos y políticos, de las ideas preconcebidas y de las imposiciones intelectuales. La novela, ambientada en la Italia del siglo XVIII es al mismo tiempo una reivindicación ilustrada de la realidad.
En Il cavaliere inesistente (El caballero inexistente) esta fe en la realidad, sin embargo, ha entrado en crisis. La realidad parece algo irracional. Y el pesimismo de Calvino se hace más profundo.
Aparte de la producción alegórica y simbólica, Calvino también produce una narrativa que tiene como objeto, a pesar de mantener la contaminación proveniente del mundo de lo fabuloso y a menudo del absurdo, la realidad contemporánea al autor. Reexamina la sociedad y el lugar que el intelectual (a quien niega unas posibilidades reales de intervención) ocupa en ella. Este dualismo narrativa-literatura ideológica no solo se encuentra en Calvino. Es igualmente presente en otros autores italianos de la época. Un ejemplo de ello es Elio Vittorini. Sin embargo, Calvino resuelve el dilema aceptando una literatura en la cual solo un lector atento sea capaz de percibir más de un nivel de lectura. Vittorini, en cambio, no conseguirá resolver esta contradicción y acabará por no aceptar una literatura no-ideológica y renunciará a la escritura (1956).
Aparte de la trilogía también pertenecen a este periodo dos libros más: Marcovaldo y La giornata d'uno scrutatore
Marcovaldo ovvero Le stagioni in città se articula en dos series publicadas en dos fechas diferentes (1958 y 1963), lo que permite apreciar la evolución del autor. La primera serie se acerca más al terreno de la fábula, mientras que la segunda trata los mismos temas —los temas de la sociedad urbana— pero llevándolos, en cambio, de manera irónica hacia el absurdo. En cierta manera, además, se puede decir que el personaje central de Marcovaldo prefigura el de Palomar y su peculiar mirada sobre la realidad.
En 1963 Calvino acaba con una fase de su producción literaria que coincide, aunque sea de manera aproximada, con la década de los cincuenta. Su despedida de esta década es La giornata d'uno scrutatore. Un militante comunista actúa como interventor electoral (scrutatore) del Partido Comunista de Italia en un manicomio. Este hecho le hará entrar en crisis cuando se enfrente con la irracionalidad. Según dijo el propio autor, los temas tratados en el libro, la infelicidad, el dolor o la responsabilidad de la procreación nunca se había atrevido a tocarlos hasta entonces. La giornata supondrá, además, una suerte de relación de su propio recorrido ideológico.
Después vendrá Sfida al labirinto (dell'esistenza) donde Calvino toma posición el debate sobre el lugar a ocupar por el intelectual que, según él, ha de individuar los modelos teóricos éticos y cognoscitivos que nos puedan permitir entender, aunque sea de manera parcial, el caos de la realidad y dar así un sentido a nuestra existencia.
Sin embargo, dos libros, en los que se aprecia el influjo de diferentes ciencias, Le cosmicomiche y Ti con zero (Tiempo cero) abrirán una nueva fase de ciencia ficción. En verdad, no obstante, no nos encontramos delante de libros de ciencia ficción. Lo que Calvino hace es reflejar una peculiar proyección de su análisis humano y social. De hecho, en los últimos cuentos de Ti con zero, los protagonistas ya no son los mismos que en el resto del libro o en Le cosmicomiche, por decirlo de alguna manera, ya no son tan de ciencia ficción, sino que son personas normales que buscan una solución científica a sus problemas. Calvino se pregunta hasta qué punto la razón y la ciencia pueden modificar la relación concreta del hombre con el mundo. La búsqueda existencial, aunque frustrada, no se interrumpirá nunca.

### El periodo combinatorio
En los años sesenta, Calvino se apunta a una nueva manera de hacer literatura, entendida ya como artificio, ya como un juego combinatorio. A su entender, hay que hacer visible la estructura de la narración para el lector y así aumentar su complicidad. Es en esta época cuando Calvino se acerca a una clase de escritura que podría ser definida como combinatoria porque el mismo mecanismo que permite escribir asume un papel central en el interior de la obra. Calvino, de hecho, se ha convencido de que el universo lingüístico ha suplantado a la realidad y concibe la novela como un mecanismo que juega con las posibles combinaciones de las palabras. A pesar de que este aspecto puede ser considerado como el más cercano a la neo-vanguardia, Calvino se distancia de ella tanto por su estilo como por su lenguaje, extremadamente compresibles ambos.[cita requerida]
Esta nueva concepción de Calvino es fruto de numerosas influencias: el estructuralismo y la semiología, las lecciones impartidas por Roland Barthes sobre el ars combinatoria, el acercamiento al Oulipo de Raymond Queneau, la escritura laberíntica de Jorge Luis Borges, además de la relectura del Tristram Shandy de Laurence Sterne a quien definirá como el padre de todas la novelas de vanguardia de nuestro siglo.
Cristalización de esta nueva concepción de la literatura será Il Castello dei destini incrociati (1969) al que se añadirá en 1973 La Taverna dei destini incrociati y donde el recorrido narrativo es confiado a la combinación de las cartas del tarot. Un grupo de viajeros se encuentran en un castillo. Cada uno de ellos tendrá una aventura que contar pero no pueden porque han perdido la voz. Para comunicarse, por tanto, utilizan las cartas del tarot y así reconstruyen, gracias a las cartas, los sucesos que les han ocurrido. En este libro, Calvino utiliza las cartas del tarot como un sistema de señales, como un auténtico lenguaje propio. Cada figura impresa depende del contexto en el que es pronunciada. El intento de Calvino consiste en quitar la máscara de los mecanismos que están en la base de todas las narraciones. La novela, pues, va más allá de sí misma, ya que es una reflexión sobre su propia naturaleza y configuración.
Este juego combinatorio también ocupa un lugar central en su siguiente libro, Le città invisibili (1972) (Las ciudades invisibles), una especie de reescritura del Libro de las maravillas de Marco Polo, en el que es el veneciano quien describe a Kublai Khan las ciudades de su imperio. Estas ciudades, sin embargo, no existen en otro lugar que en la imaginación de Marco Polo, viven nada más que dentro de sus palabras. Por tanto, para Calvino, la narración puede crear mundos, pero no puede destruir «el infierno de los vivos» que está a nuestro alrededor y para combatirlo, como se sugiere en la conclusión de la novela, no se puede hacer otra cosa que no sea dar valor a aquello que no es infierno.
En Las ciudades invisibles la exhibición de los mecanismos combinatorios de la narración todavía es más explícita que el El Castillo..., lo es incluso en la estructura misma de la novela, segmentada en textos breves que se suceden dentro de una estructura de marco.
Las ciudades..., de hecho, está compuesta por nueve capítulos, cada uno dentro de un marco en cursiva en el cual sucede el diálogo entre el emperador de los tártaros, Kublai Khan, y Marco Polo. Dentro de los capítulos se narra la descripción de cincuenta ciudades, según unos núcleos temáticos. Esta construcción arquitectónica compleja está indudablemente dirigida a la reflexión del lector sobre las modalidades compositivas de la obra. En este sentido, Las ciudades invisibles es una novela fuertemente metatextual, ya que induce a la producción de reflexiones sobre sí mismo y sobre el funcionamiento de la narrativa en general.
Sin embargo, la obra más metanarrativa de Calvino es seguramente Se una notte d'inverno un viaggiatore (1979). En esta novela, más que en ninguna otra, Calvino desnuda los mecanismos de la narración, desencadenando una reflexión sobre la práctica de la escritura y sobre las relaciones entre el escritor y el lector. El libro lo forman diez capítulos insertos en un marco: en verdad los capítulos son diez incipit de otras tantas novelas. En el marco, sin embargo, se narra la historia entre el Lector y la Ludmilla, la Lectora, una aventura tradicional a la que no le falta el final feliz. La narración empieza con el Lector que va a comprar un ejemplar de la novela de Calvino Se una notte d'inverno... pero que después de unas cuantas páginas descubre que el libro está defectuoso, está compuesto por cuentos todos iguales. Vuelve entonces a la librería y allí encuentra a Ludmilla (a quien le ha ocurrido lo mismo). Así empieza una historia compuesta solo con principios de novelas. Cada vez que Ludmilla y el Lector se sumergen en una novela por la que se apasionan, la narración se interrumpe por los más diversos motivos. Al final el Lector no conseguirá completar la lectura de las novelas, pero se casará con la Lectora a quien, en la cama, antes de apagar la luz, dirá que está acabando de leer Se una notte d'inverno un viaggiatore de Italo Calvino. Los diez principios de que se compone el libro corresponden cada uno a un tipo diferente de narración. Con este ejercicio de estilo a la manera de Queneau, Calvino ejemplifica cuales son los modelos y los estilos de la novela moderna (desde el de neo-vanguardia hasta en neo-realista, desde el existencial al fantástico y surreal). En la base de la narración está encajado el esquema de las Mil y una noches, dentro del que Calvino coloca las sugerencias y las solicitudes provenientes de la novela contemporánea.
Se una notte d'inverno... es substancialmente un juego en el que Calvino, casi de manera provocativa, hace gala de sus trucos de narrador. Pero es un juego serio, casi dramático, porque quiere mostrar la imposibilidad de conseguir el conocimiento de la realidad. La novela tuvo un éxito considerable, tanto en Italia, como en otros países, especialmente en los Estados Unidos, donde fue leído de manera inmediata como un ejemplo de literatura posmoderna.

## Obras

### Novela
| Año  | Título original                       | Título en castellano                   | Traducción |
| 1947 | Il sentiero dei nidi di ragno         | El sendero de los nidos de araña       |            |
| 1951 | I giovani del Po                      | Los jóvenes del Po                     |            |
| 1952 | Il visconte dimezzato                 | El vizconde demediado                  | 1960       |
| 1957 | Il barone rampante                    | El barón rampante                      | 1960       |
| 1958 | La nuvola de smog                     | La nube de smog                        |            |
| 1959 | Il cavaliere inesistente              | El caballero inexistente               | 1961       |
| 1963 | La speculazione edilizia              | La especulación inmobiliaria           | 1981       |
| 1963 | La giornata d'uno scrutatore          | La jornada de un interventor electoral |            |
| 1969 | Il castello dei destini incrociati    | El castillo de los destinos cruzados   |            |
| 1972 | Le città invisibili                   | Las ciudades invisibles                | 1978       |
| 1979 | Se una notte d'inverno un viaggiatore | Si una noche de invierno un viajero    |            |
| 1983 | Palomar                               | Palomar                                |            |

### Cuentos
- Por último, el cuervo (Último viene il corvo, 1949).
- La hormiga argentina (La formica argentina, 1952), publicada en la revista romana de literatura Botteghe Oscure, dirigida por Giorgio Bassani.
- Los vanguardistas en Menton (Gli avanguardisti a Mentone, 1953-55), publicado en la revista Nuovi Argomenti, fundada en 1953 por Alberto Moravia y Alberto Carocci.
- Le'entrata in guerra (1954), publicado por Einaudi. Traducido por Roberto Guibourg (Entramos en la guerra) para Ediciones PEUSER, Buenos Aires 1961.
- Cuentos populares italianos (Fiabe italiane, 1956).
- Cuentos (Racconti, 1958). Antología por la que recibió en 1959 el premio Bagutta. En este volumen aparecieron por primera vez algunos de los cuentos que posteriormente formaron parte de Los amores difíciles, como él mismo informa en la «Nota introductoria» de ese mismo volumen.
- El camino de San Giovanni (La strada di San Giovanni, 1962), en este cuento traza la semblanza de su padre, fallecido en 1951.
- Marcovaldo (Marcovaldo, ovvero le stagioni in città, 1963).
- Las cosmicómicas (Le Cosmicomiche, 1965).
- Tiempo cero (Ti con zero, 1967).
- Los amores difíciles (Gli amori difficili, 1970), traducción de Aurora Bernárdez, 1989 para Tusquets Editores S.A. Colombia. ISBN 84-7223-109-7 e ISBN 958-9159-41-9. Contiene:
  - Nota introductoria de Italo Calvino[11]
  - Primera parte: Los amores difíciles, conteniendo los siguientes cuentos cortos:
    - «La aventura del soldado» (1949)
    - «La aventura del bandido» (1949)
    - «La aventura de una bañista» (1951)
    - «La aventura de un empleado» (1953)
    - «La aventura de un fotógrafo» (1953)
    - «La aventura de un viajero» (1957)
    - «La aventura de un lector» (1958)
    - «La aventura de un miope» (1958)
    - «La aventura de una mujer casada» (1958)
    - «La aventura de un matrimonio» (1958)
    - «La aventura de un poeta» (1958)
    - «La aventura de esquiador» (1959)
    - «La aventura de un automovilista» (1967)

  - Segunda parte: La vida difícil
    - «La hormiga argentina» (1952)
    - «La nube de smog» (1958)
- La gran bonanza de las Antillas (Prima che tu dica «Pronto», 1981). Una treintena de cuentos, apólogos y diálogos.
- Bajo el sol jaguar (Sotto il sole giaguaro, 1988). Póstumo.

### Ensayo
- La antítesis obrera (L'antitesi operaia, 1964). Apareció en el num. 7 de la revista Il Menabó.
- Vittorini: planificación y literatura (Vittorini: progettazione e letteratura, 1966). Publicado en la revista Il Menabó,[12] en un número dedicado al escritor siciliano. (La muerte de Elio Vittorini marcó un nuevo rumbo en la vida de Calvino).
- De fábula (Sulla fiaba, 1980).
- Punto y aparte: ensayos sobre literatura y sociedad (Una pietra sopra. Discorsi di letteratyra e società, 1980). Ensayo iniciado en 1960, diez años después de la muerte del poeta Cesare Pavese, con el título «Pavese: ser y hacer»  (Pavese: essere e fare).
- Seis propuestas para un nuevo milenio (1985).
- Literatura fantástica (1985).
- Ermitaño en París. Páginas autobiográficas (Eremita a Parigi. Pagine autobiografiche, 1990). Recopilación póstuma.
- Por qué leer los clásicos (una de sus obras póstumas).

### Otros
- Prologa la obra de Cesare Pavese, La literatura americana y otros ensayos - La letteratura americana e altri saggi, en 1951.
- «El meollo del león». 1955. Publicado en Paragone VI, n°66
- El banco (La panchina, 1956). Con música de Sergio Liberovici, para quien escribió también la letra de cuatro canciones en 1958, «Canzone triste»; «Dove vola l'avvoltoio»; «Il padrone del mondo»; y «Oltre il ponte».
- «Allez-hop» (1959) Cuento mímico, con música de Luciano Berio, representado en el Teatro La Fenice de Venecia.
- En 1959, junto a Elio Vittorini, saca la revista literaria Il Menabó, de la que son codirectores. En esta revista publicó varios ensayos, entre los cuales: 
  - «Il mare dell'oggetivitá» - El mar de la objetividad, 1959. Num. 2 de la revista.
  - «La sfida al laberinto» - El desafío del laberinto, 1962. Num. 5 de la revista.
  - «L'antitesi operaia» - La antítesis obrera, 1964. Num. 7 de la revista.
  - «Proyección y literatura» - Progettazione e letteratura, 1967. Num. 10 y último de la revista, dedicada enteramente a la vida de Elio Vittorini, desaparecido un año antes.
- Anota una edición de "Poesie edite e inedite", en 1962; y en 1966 anota la edición de Lettere 1945-1959, de Cesare Pavese, publicadas por Giulio Einaudi Editore .
- Montezuma y L'huomo di Neanderthal (1974) Diálogos para el programa radiofónico Le interviste impossibili
- La vera storia (1982) Ópera en dos actos, en colaboración con Luciano Berio.
- Collezione di sabbia - Colección de arena (1984). Traducción de Aurora Bernárdez. ISBN 84 7844 545 5. Recopilación de escritos breves aparecidos en la prensa italiana, se divide en 4 secciones:
  - I. Exposiciones - exploraciones
  - II. El rayo de la mirada
  - III. Exploración de lo fantástico
  - IV. La forma del tiempo
- Traduce la novela Les fleurs bleues (Flores azules), de Raymond Queneau al italiano, como forma de homenaje a este escritor enciclopédico.